# 小行星131763
小行星131763（131763 Donátbánki）是一颗绕太阳运转的小行星，为主小行星带小行星。该小行星于2002年1月发现。
該小行星以匈牙利工程師班基·多納特命名。

## 轨道参数
小行星131763的轨道半长轴为353 442 641 km，2.3625845 UA，离心率为0.166。